# نيل ماركوس
نيل ماركوس (بالإنجليزية: Neil Marcus)‏ هو كاتب مسرحي أمريكي، ولد في 1954 في نيويورك في الولايات المتحدة.